# Puebla (Chiapas)
Puebla es una localidad del estado mexicano de Chiapas. Es parte del municipio de Chenalhó.

## Demografía
| Gráfica de evolución demográfica |
|                                  |

| Censo | Población |
| ----- | --------- |
| 1940  | 162       |
| 1950  | 206       |
| 1960  | 373       |
| 1970  | 431       |
| 1980  | 618       |
| 1990  | 835       |
| 2000  | 1 065     |
| 2010  | 1 245     |
| 2020  | 1 384     |